# 어도비 폰트
어도비 폰트(Adobe Fonts, 이전 이름: 타입킷)는 구독자에게 단일 라이선스 계약에 따라 폰트 라이브러리 접근을 제공하는 온라인 서비스이다. 이 폰트는 웹사이트에서 직접 사용하거나 어도비 크리에이티브 클라우드를 통해 구독자의 컴퓨터에 있는 애플리케이션에 동기화하여 사용할 수 있다.
어도비 폰트는 구글 애널리틱스 서비스 개발자들이 운영하는 스몰 배치(Small Batch, Inc.)라는 회사가 2009년 11월에 타입킷으로 출시했다. 2011년 10월, 이 서비스는 어도비에 인수되었다. 2018년 10월 15일에 타입킷은 이름을 어도비 폰트로 변경했다.
어도비 폰트는 2024년 11월 기준으로 30,000개 이상의 폰트를 제공한다. 이 폰트는 개인적 및 상업적 목적으로 모두 사용할 수 있다. 크리에이티브 클라우드 구독으로 이용 가능한 어도비 폰트는 150개의 다양한 폰트 회사에서 제공하는 폭넓은 폰트 선택지를 제공한다.
어도비는 또한 모노타입과 협력하여 기업용 폰트 라이선스 관리를 간소화하고 있다. 모노타입과의 협력을 통해 어도비가 만든 독점 폰트인 어도비 오리지널스를 브랜드와 디자이너가 더욱 쉽게 사용할 수 있게 되었다. 이러한 기능들의 조합은 개인 프로젝트부터 대규모 상업용 사용까지 디자인 요구사항을 지원하는 것을 목표로 한다.

## 같이 보기
- 어도비 폰트 포리오
- 어도비 오리지널스